# Mezinárodní varhanní festival Odry
Mezinárodní varhanní festival Odry je pořádán od roku 2000 v chrámu sv. Bartoloměje v Odrách. Ředitelem festivalu je Martin Jakubík
Vystoupili zde varhaníci: Josef Kšica, Gregory ´D Agostino, Václav Uhlíř, Peter van Dijk, Pavel Rybka, Vladimír Roubal, Martin Poruba, Martin Jakubík a další.